# Iota1 Normae
Iota1 Normae (ι1 Nor / HD 143474) es una estrella múltiple situada en la constelación de Norma.
Con magnitud aparente +4,63, es la tercera estrella más brillante de la constelación, después de γ2 Normae y ε Normae.
De acuerdo a la nueva reducción de los datos de paralaje de Hipparcos, se encuentra a 128 años luz del sistema solar.

## Componentes
La estrella primaria del sistema, CD-57 6235 A, tiene magnitud aparente +5,20.
Es una subgigante blanca de tipo espectral A7IV, catalogada también como A5V.
Tiene una temperatura superficial de 7620 K y gira sobre sí misma con una velocidad de rotación proyectada de 175 km/s.
Su masa es casi el doble de la del Sol (1,94 masas solares).
La componente secundaria, CD-57 6235 B, tiene magnitud 5,76.
Es una estrella blanca de la secuencia principal de tipo A6V.
Posee una masa un 65% mayor que la masa solar y completa una órbita en torno a la primaria cada 26,9 años. La órbita es muy excéntrica (e = 0,52).
Una tercera estrella, CPD-57 7500 C, completa el sistema. De magnitud +8,02, emplea más de 4750 años en completar una órbita alrededor del par interior.
Es una enana amarilla de tipo G8V —semejante a 61 Ursae Majoris— con una masa inferior a la del Sol en un 12 %.

## Composición química
El sistema presenta una metalicidad —abundancia relativa de elementos más pesados que el helio— comparable a la solar ([Fe/H] = +0,01).
Sin embargo, el análisis de diversos metales evidencia que algunos de ellos son mucho más abundantes que en el Sol y otros son deficitarios.
Así, destacan los elevados contenidos de neodimio y cobalto, este metal seis veces más abundante que en el Sol.
En el otro extremo, los contenidos de vanadio y estroncio son muy bajos, siendo la abundancia relativa de este último sólo un 8 % de la del Sol.